# Cheirodon ortegai
Cheirodon ortegai är en fiskart som beskrevs av Richard P. Vari och Géry, 1980. Cheirodon ortegai ingår i släktet Cheirodon och familjen Characidae. Inga underarter finns listade i Catalogue of Life.